# Оток (Љубушки)
Оток је насељено мјесто у Босни и Херцеговини у општини Љубушки које административно припада Федерацији Босне и Херцеговине. Према попису становништва из 1991. у насељу је живјело 549 становника.

## Становништво
| Националност       | 1991.        | 1981.        | 1971.        |
| Хрвати             | 543 (98,90%) | 589 (98,49%) | 541 (99,63%) |
| Муслимани          | 0            | 0            | 0            |
| Срби               | 0            | 1 (0,16%)    | 1 (0,18%)    |
| Југословени        | 1 (0,18%)    | 0            | 0            |
| остали и непознато | 5 (0,91%)    | 8 (1,33%)    | 1 (0,18%)    |
| Укупно             | 549          | 598          | 543          |